# Ekorus
Ekorus – wymarły monotypowy rodzaj ssaka drapieżnego z rodziny łasicowatych (Mustelidae), wielkości psa, zamieszkujący pod koniec miocenu około 6 milionów lat temu Kenię.

## Etymologia
- Ekorus: nazwa ekor oznaczająca w języku turkana „borsuka”[1].
- ekakeran: nazwa ekakeran oznaczająca w języku turkana „biegacza”[1].

## Charakterystyka
Osiągała 60 centymetrów wysokości, jego budowa ciała nie była podobna do dzisiejszych łasic. Współczesne łasice mają krótkie nogi i mogą osiągać dużą prędkość tylko na krótkich dystansach. Nogi Ekorus były zbudowane podobnie jak u lamparta plamistego. Pojawił zanim wielkie koty zaczęły królować na sawannach Afryki, duża łasica Ekorus polowała na trójpalczastego konia Eurygnathohippus i dużą świnie Nyanzachoerus. Powód tej ewolucji mogą wytłumaczyć Wielkie Rowy Afrykańskie. Zanim rozpoczął pękać ryft kontynentalny, Kenia była bardziej zalesiona. Ponieważ ostatecznie wilgoć została wzbudzona z lasów przez obszary górskie, lasy zmieniły się w obszary trawiaste. Lepiej przystosowane i zbudowane zwierzęta do otwartych terenów prosperowały a wolniejsze leśne gatunki wyginęły.
Skamieniałości dużych mioceńskich łasic odnajdywano w Ameryce północnej i Azji.